# 勒内·博旺
勒内·博旺（法語：René Bauwens，1894年3月11日—1959年8月29日），比利时男子游泳、水球运动员。他曾代表比利时参加1920年和1928年夏季奥林匹克运动会，其中1920年奥运会获得一枚银牌。